# Подорож на яхті «Снарк»
«Подорож на яхті „Снарк“» (англ. "The Cruise of the Snark") — автобіографічна ілюстрована повість Джека Лондона, вперше видана в 1911 році. Описує подорож Джека Лондона  південною частиною Тихого океану на яхті «Снарк».

## Історія подорожі
23 квітня 1907 року Джек Лондон вирушив у навколосвітню подорож на яхті «Снарк». Він подорожує на цій яхті впродовж 1907—1909 років з дружиною Чарміан та невеликим екіпажем. Лондон описує численні труднощі в будівництві «Снарка», своє навчання морської справи, набуття досвіду лікування далеко від цивілізації й інші деталі цієї подорожі. Джек Лондон не зміг втілити свій задум до кінця і здійснити навколосвітню подорож, адже, дійшовши до Гаваїв, переніс операцію і був змушений відмовитись від задуму.

## Яхта «Снарк»

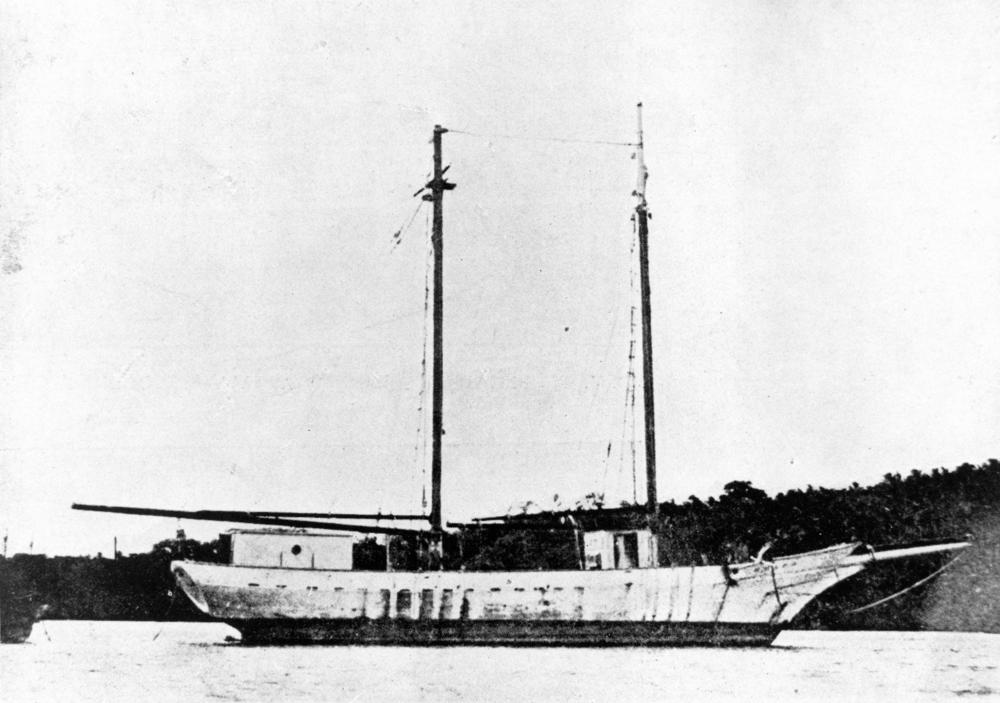
Яхта «Снарк», 19 лютого 1921

Корабель Лондона отримав свою назву на честь віршів Льюїса Керолла «Полювання на Снарка». Корабель мав дві щогли й довжину 43 фути (приблизно 13 метрів) по ватерлінії. Лондон стверджував, що витратив на нього в сумі 30 000 доларів. «Снарк» був в першу чергу вітрильником, але мав і допоміжний двигун. Також яхта була оснащена рятувальною шлюпкою. Яхта будувалась з врахуванням побажань Джека Лондона, який погано знався на суднобудуванні. Тому яхта не вирізнялась добрими ходовими характеристиками.

## Відвідані місця світу
- Сан-Франциско — порт відплиття яхти «Снарк»
- Гавайські острови
- Маркізькі острови
- Бора-Бора
- Таїті
- Фіджі
- Австралія
- Самоа